# 第19届中国金鸡百花电影节
第19屆金雞百花電影節于2010年10月12日至10月16日在中國江苏省江阴市舉行，本屆電影節未設形象大使，但特聘袁詠儀、任達華為江陰市友好大使。 
由於自1981年以來大眾電影百花獎取消了最佳編劇獎項，本年又適逢第百花獎頒獎，加之中國編劇意識的覺醒。在本屆電影節舉辦期間，遭到了不少編劇的炮轟，指責與金雞獎一起作為中國電影國家獎的百花獎無視編劇。電影節組委會回覆，將申請下屆回覆編劇獎項。

## 參展影片

### 國產新片推介
- 《月光井》
- 《春蕾綻放》
- 《幸福並不遙遠》
- 《魔俠傳之堂吉訶德》

### 金雞國際影展
本屆國際影展共有21個國家的26部電影參加展映：
| 中文片名                         | 原片名                            | 導演              | 出品國家及地區       |
| -------------------------------- | --------------------------------- | ----------------- | -------------------- |
| 午夜的巴塞羅那                   | Vicky Cristina Barcelona          | 伍迪·艾倫         | 美国 和 西班牙       |
| 心魔                             | At the End of Daybreak            | 何宇恒            | 香港和 马来西亚      |
| 罗曼·波兰斯基:被通缉的与被渴望的 | RomanPolanski: Wanted And Desired | 玛莲娜·齐诺维奇   | 美国                 |
| 布列斯特要塞                     | Brestskaya krepost                | 亚历山大·科特     | 俄羅斯和 白俄羅斯    |
| 丹的真實生活                     | Dan in Real Life                  | 皮特·海格斯       | 美国                 |
| 我的意外老公                     | Accidental Husband                | 葛芬·唐纳         | 美国和 英国          |
| 我们来自未来2                    | My iz budushchego 2               | 德米特里·沃龙科夫 | 俄羅斯               |
| 沙漠之花                         | The Desert Flower                 | 雪瑞·霍尔曼       | 英国和 德国和 奥地利 |
| 京都太秦物语                     | Kyoto uzumasa koimonogatari       | 山田洋次          | 日本                 |
| 赤腳的夢                         | A Barefoot Dream                  | 金善均            |                      |
| 保持常態                         | Time of Fear                      | 塞尔吉奥·雷森德   | 巴西                 |
| 雙重時間                         | The Double Hour                   | 吉塞佩·卡波通蒂   | 義大利               |

### 港澳台電影展
- 《新不了情》[4]
- 《李小龍》

## 專業活動

### 中國電影論壇
論壇主題：『十二五期間中國電影發展戰略』

## 獲獎名單
本屆頒發的是第30屆大眾電影百花獎：
- 最佳故事片：《建國大業》
- 優秀故事片：《花木蘭》《驚天動地》
- 最佳導演：馮小剛（《非誠勿擾》）
- 最佳男主角：陳坤（《畫皮》）
- 最佳女主角：趙薇（《花木蘭》）
- 最佳男配角：蘇有朋（《風聲》）
- 最佳女配角：許晴（《建國大業》）、王嘉（《驚天動地》）
- 最佳新人：徐箭（《驚天動地》）
- 金鸡奖终身成就奖：于洋、田华

## 外部連結
- 官方網站
- 腾讯网专题 （页面存档备份，存于）
- 网易娱乐专题 （页面存档备份，存于）